# Ole Haavardsholm
Ole Haavardsholm (Stavanger, 18 de juliol de 1989) és un ciclista noruec, que fou professional del 2008 al 2010.

## Palmarès
- 2006
  -  Campió de Noruega júnior en contrarellotge
- 2007
  -  Campió de Noruega júnior en contrarellotge
  - Vencedor d'una etapa a la Sint-Martinusprijs Kontich
  - Vencedor d'una etapa al Gran Premi General Patton
- 2009
  - 1r a la Poreč Trophy